# Đắc Tôi
Đắc Tôi là một xã thuộc huyện Nam Giang, tỉnh Quảng Nam, Việt Nam.

## Địa lý
Xã Đắc Tôi nằm ở biên giới phía tây của huyện Nam Giang, cách trung tâm hành chính huyện Nam Giang 60 km về phía đông, có vị trí địa lý:
- Phía tây giáp xã La Dêê và Lào
- Phía đông và nam giáp xã Đắc Pre
- Phía bắc giáp xã Chà Vàl.

Xã Đắc Tôi có diện tích 69 km², dân số năm 2019 là 868 người, mật độ dân số đạt 13 người/km².

## Lịch sử
Ngày 10 tháng 1 năm 2011, Chính phủ ban hành Nghị quyết 03/NQ-CP. Theo đó, thành lập xã Đắc Tôi trên cơ sở điều chỉnh 6.900 ha diện tích tự nhiên và 813 người của xã La Dêê.

## Giao thông
Tuyến đường quốc lộ 14D nối liền đường Hồ Chí Minh và cửa khẩu Đắk Tà Oọc (Nam Giang).